# Ruitz
Ruitz település Franciaországban, Pas-de-Calais megyében. Lakosainak száma 1493 fő (2022. január 1.). Ruitz Houchin, Barlin, Haillicourt, Houdain és Maisnil-lès-Ruitz községekkel határos.

## Népesség
A település népessége az elmúlt években az alábbi módon változott:
| Lakosok száma | 1554 | 1624 | 1636 | 1583 | 1562 | 1542 | 1521 | 1509 | 1493 |
|               | 2013 | 2015 | 2016 | 2017 | 2018 | 2019 | 2020 | 2021 | 2022 |